# Neobrachistella
Neobrachistella is een geslacht van vliesvleugeligen uit de familie Trichogrammatidae. De wetenschappelijke naam van dit geslacht is voor het eerst geldig gepubliceerd in 1912 door Girault.

## Soorten
Het geslacht Neobrachistella is monotypisch en omvat slechts de volgende soort:
- Neobrachistella maxima Girault, 1912